# ذي الوسع (السياني)

تعديل مصدري - تعديل

ذي الوسع هي إحدى قرى عزلة النقيلين بمديرية السياني التابعة لمحافظة إب، بلغ تعداد سكانها 514 نسمة حسب تعداد اليمن لعام 2004.